# 義兵 (朝鮮)

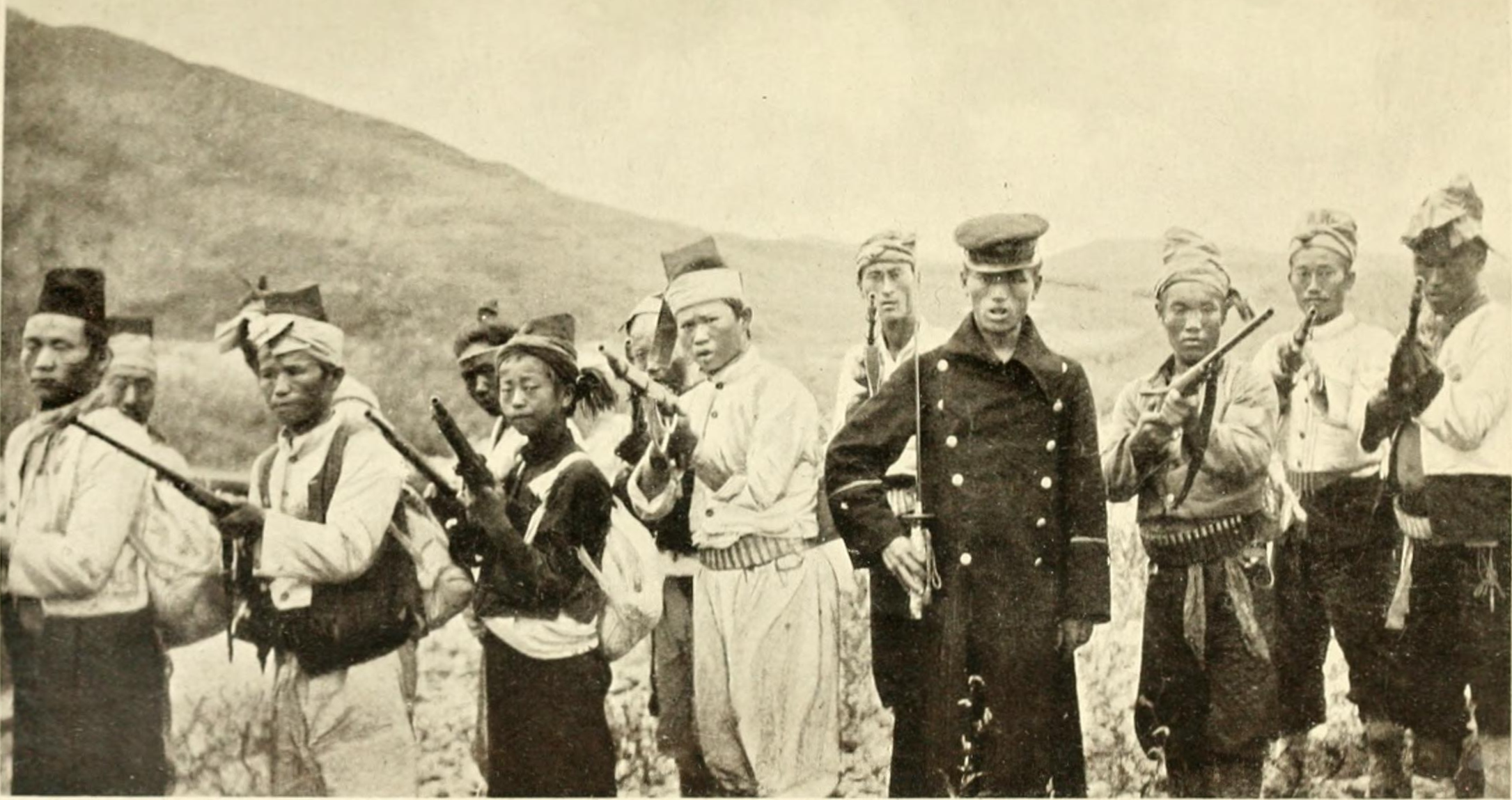
摄于1907年

義兵（의병/義兵/Ŭibyŏng），是中世纪朝鲜人（主要是農民）自發組成抵抗侵略者的軍隊。義兵出現在10世紀末期，最有名是萬曆朝鮮戰爭與甲午戰爭後抗日的義兵。

## 万历朝鲜战争时期
在韓國農民通常很少參加戰爭，然而由於官軍力量太弱，因此鼓勵地方組織力量反抗。這種抵抗是完全出乎日本侵略者意料的。也是日本侵略失败原因之一。